# チャンプ (漫画)
『チャンプ』は、作画：ちばあきお、原案：七三太朗による日本の漫画作品。ボクシングを題材としている。
集英社の『月刊少年ジャンプ』にて、1984年4月から11月まで連載された。全8話。ジャンプコミックス全1巻、ジャンプコミックスデラックス全1巻、ちばあきお名作集全2巻。

## あらすじ
山奥の村のさらに山奥で祖父と2人で住んでいる少年、八津田太一の家に2人のプロボクサーとそのコーチが合宿にやってきた。3人から多大な影響を受けた太一は、学校を出たらプロボクサーになることを決意する。

## 登場人物
八津田太一
主人公。自宅にやってきた島貫、関根、丸山コーチに影響を受け、プロボクサーを志す。小柄な外見に似合わず、人並みはずれた体力と力を持つ。根気も人一倍ある。階級はフライ級、4回戦。
太一の祖父
山奥で太一と共に暮らしていた。島貫のウォークマンから流れる歌を聴いて音楽好きになってしまう。好きな歌手はマイケル・ジャクソン。
桜庭稔
太一のルームメイト。高校2年生にして高校生チャンピオンに上り詰めたが、派手な暴力事件を起こして鑑別所に入れられていた。高校時代の戦績は23戦23勝。6回戦ボーイ。
丸山コーチ
寿ジムのコーチで、元日本チャンピオン。プロボクサーに憧れを抱いていた太一に「島貫らがやった練習を一日も欠かさずにやればプロになれる」と何気なく言い、心ならずも太一の決意を本物にしてしまった。
本間
寿ジムの会長を務めている中年の女性。洞察力に優れており、太一の練習相手を務めたり、選手達の食事を作ったりとジムの選手達を支える。
島貫
太一に影響を与えたプロボクサーの一人。実力は世界タイトルを狙えるレベル。太一のデビュー戦では桜庭、丸山コーチと一緒にセコンドも務めた。
関根
太一に影響を与えたプロボクサーの一人。ただし、太一の入門前にメキシコ遠征で目を怪我して引退しているため、序盤しか登場しない。
小林
寿ジムの6回戦ボーイ。太一と桜庭にスパーリングの相手をした。太一は辛うじて倒したが、桜庭にはあっさり倒された。
米田
寿ジムの10回戦選手。小林をあっさり倒した桜庭を倒したが、自身も相当怪我をし、「あんなやろうとは もうたくさんだぜ!!」と言った。
ブル・黒石
太一のデビュー戦の対戦相手。東邦ジム所属のベテランボクサーで、新人を数多く葬ってきたため、「間引きのブル」の異名を取る。変則的なファイトスタイルで相手を撹乱するのが得意。
白井義男
実在の日本初の世界チャンピオン。太一のプロテストで太一に「相手を叩きのめせばよい」と言う桜庭に対し、「それじゃまるでケンカだな」と戒めた。
ロベルト・デュラン
実在の3階級制覇の世界チャンピオン。太一が目標としている。本人は登場しないが、作中の雑誌やポスターで登場。

## 追記
最終話の第8話は作者のちばあきおが執筆中に自殺したため、下書きを元にアシスタントの高橋広が完成させた。